# Gabriel Roth
Gabriel Roth (La Toma, Provincia de San Luis, Argentina, 5 de mayo de 1979) es un exfutbolista argentino. Jugaba como mediocampista.

## Actualidad
Es entrenador de las inferiores del Club Pringles. También está interviniendo en el ámbito de la política, postulándose como precandidato a concejal por el partido MOVIPRO.

## Clubes
| Club                        | País      | Año       |
| --------------------------- | --------- | --------- |
| Talleres de Córdoba         | Argentina | 1999-2000 |
| Córdoba CF                  | España    | 2000-2002 |
| Gimnasia y Esgrima de Jujuy | Argentina | 2003-2006 |
| San Martín de San Juan      | Argentina | 2006-2007 |
| Atlético Bucaramanga        | Colombia  | 2008      |
| Independiente Rivadavia     | Argentina | 2008-2009 |
| Patronato de Paraná         | Argentina | 2010-2011 |
| Rangers                     | Chile     | 2011      |
| Sportivo Del Bono           | Argentina | 2012      |
| Defensores de Belgrano (VR) | Argentina | 2013      |
| Estudiantes de San Luis     | Argentina | 2013      |